# 施特伦
施特伦是德国巴登-符腾堡州的一个市镇。总面积31.19平方公里，总人口2017人，其中男性1012人，女性1005人（2011年12月31日），人口密度65人/平方公里。